# MIRANOSAND
MIRANOSAND（ミラノサンド）は、日本のロックバンド。関東地方出身の4人組。

## 概要
バンドのキャッチコピーは「ガレージ・エモの異端」。2000年に現メンバーにて活動を開始。2006年にインディーズデビュー。2枚のミニ・アルバムを発表後、2008年にメジャーデビュー。

## メンバー
- Hee（ヒー）
  - ボーカル担当。東京都北区出身。
- Alex（アレックス）
  - ギター担当。東京都北区出身。
- Ken（ケン）
  - ベース・スクリーム担当。東京都北区出身。
- SKL（エスケーエル）
  - ドラム・コーラス担当。神奈川県藤沢市出身。

## 略歴

### 2000年
- Hee、Alex、Kenが結成していた前進バンドからドラムが脱退し、メンバー募集でSKLが加入。活動開始。
- 渋谷La.mamaにて初ライブ。

### 2001年
- 4月：10曲入り自主制作アルバム「avocado」（CD-R）をライブ会場で発売開始。
- 7月：「avocado」に収録された「Non Violent Struggle」を再レコーディングし、リード・トラックとした3曲入り自主制作シングル「NVS ep」（CD-R）をライブ会場で発売開始。

### 2003年
- 6月：3曲入り自主制作シングル「The Past World」（CD-R）をライブ会場で発売開始。

### 2004年
- 7月：初のプレスCDによる8曲入り自主制作アルバム「Bagel」をライブ会場で発売開始。

### 2006年
- 4月：ミニ・アルバム「Cheese」を全国発売しインディーズデビュー。

### 2007年
- 12月：ミニ・アルバム「Meaning」をthrobbing recordsよりリリース。

### 2008年
- 10月：OPとED曲を担当したOVA「sWitch」のDVD第一巻が発売される。
- 11月：シングル「FIND OUT / YOUR HAND」が発売元フロンティアワークス、販売協力ジェネオンエンタテインメントでリリースされメジャーデビュー。

### 2011年
- 9月：配信限定のシングル「To You」をリリース。
- 10月：Orpehus Recordsより復興支援オムニバス参加曲「Wonderland」をリリース。

## ディスコグラフィー

### 自主制作盤
1. avocado (2001年4月1日発売)
  1. 7th
  2. non violent struggle
  3. i say to myself
  4. interesting
  5. nationality
  6. permanent wave
  7. growing slowly
  8. the prince of freedom
  9. the marching of the delight
  10. human society
2. NVS ep (2001年7月13日発売)
  1. Non Villent Struggle
  2. Ring a Bell
  3. Grave
3. The Past World (2003年6月18日発売)
  1. The Past World
  2. Endurance
  3. Scared
4. Bagel (2004年7月17日発売)
  1. The Past World
  2. Endurance
  3. Steeringman
  4. Ring a Bell
  5. Non Violent Struggle
  6. Reflectors
  7. The Prince of Freedom
  8. Why Go

## ミュージックビデオ
| 監督          | 曲名 |
| Geoff Johnson | 「Expect」 |
| 不明          | 「You Know I am a Liar」「Find Out」「Your Hand」「Make My Way」「To You」「Wonderland」「My Those Days」「Frozen Forest」「Proof Of Life」「Poker Face (Lady Gaga cover)」 |

## タイアップ
| 曲名      | タイアップ                      |
| --------- | ------------------------------- |
| Find out  | OVA『switch』オープニングテーマ |
| Your Hand | OVA『switch』エンディングテーマ |